# Billy Kenny (cầu thủ bóng đá, sinh năm 1951)
William Kenny (sinh ngày 23 tháng 10 năm 1951) là một cựu cầu thủ bóng đá từng thi đấu cho Everton, Tranmere Rovers và Ashton United.
Ông là cha của Billy Kenny, Jr., cũng là cựu cầu thủ bóng đá.